# Mark Carney
Mark Joseph Carney (Fort Smith, 16 de març de 1965) és un economista i polític canadenc. Va ser governador del Banc del Canadà i del Banc d'Anglaterra abans d'entrar en política. Des de 2025, és el líder del Partit Liberal del Canadà, i el 14 de març de 2025 va prendre possessió com a primer ministre del Canadà en substitució de Justin Trudeau.

## Biografia
Carney va néixer a Fort Smith, Territoris del Nord-oest, i es va criar a Edmonton, Alberta. Es va graduar en Economia per la Universitat Harvard el 1988, i va estudiar a la Universitat d'Oxford, on va obtenir un màster el 1993 i un doctorat el 1995.
Va exercir diversos papers a Goldman Sachs, abans d'unir-se al Banc del Canadà com a governador adjunt el 2003. El 2004 va ser nomenat viceministre associat sènior del Departament de Finances del Canadà. El 2007, Carney va ser nomenat  8è Governador del Banc del Canadà, on va ser responsable de la política monetària canadenca durant la crisi financera mundial. Va dirigir l'organisme fins al 2013, quan va ser nomenat 120è Governador del Banc d'Anglaterra, on va liderar la resposta del banc central britànic al Brèxit i la fase primerenca de la pandèmia de COVID-19, fins al març de 2020.
A continuació, Carney va ser president i cap d'inversió d'impacte a Brookfield Asset Management, i president de la junta directiva de Bloomberg LP. També va ser nomenat enviat especial de les Nacions Unides per a l'acció climàtica i les finances. Carney va ser un dels assessors informals del primer ministre canadenc Justin Trudeau durant la pandèmia de COVID-19, i va ser nomenat president del grup de treball de creixement econòmic del Partit Liberal del Canadà el setembre de 2024.
El 6 de gener de 2025, el liberal Justin Trudeau va anunciar que tenia intenció de dimitir com a primer ministre i que el seu relleu sortiria de les eleccions a la presidència del partit. Deu dies més tard, Carney va anunciar la seva intenció de buscar el lideratge del partit; i en la convenció celebrada a Ottawa el 9 de març de 2025 va obtenir una victòria aclaparadora.

### Primer ministre
El 14 de març de 2025, va fer-se efectiu el traspàs de poders i Carney va jurar el càrrec com a 24è Primer Ministre amb un govern liberal en minoria. El país mai havia tingut, fins llavors, un cap de govern nascut en algun dels Territoris del Canadà. El partit liberal va guanyar les eleccions federals de Canadà de 2025 i Carney va instal·lar un nou govern liberal en minoria.